# 히밥
히밥(1996년 5월 23일~)은 대한민국의 유튜버이다. 2019년 숲에서 활동을 시작하였고, 2020년에는 유튜브에서도 방송을 시작하였다. 본관은 제주이다.
토요일은밥이좋아 촬영당시 제작진이 히밥이 얼마나 간지럼을 잘참나 간지럼을태웠다 히밥은 너무 간지러운 나머지 옆에있던 사람의 커피를 쏟았고 그때부터 예능의 대한 두려움이 시작되기 하였다.

## 방송
- 유튜브 《라면꼰대1》(2021년)
- SBS FiL, MBN 《대한민국 치킨대전》(2021년~2022년)
- E채널 《토요일은 밥이 좋아》(2022년부터 출연 중)
- TV조선 《개나리학당》 게스트 (2022년)
- MBC M, MBC every1 《주간 아이돌》(2023년부터 출연 중)
- KBS 《사장님 귀는 당나귀 귀》(2023년)
- TV조선 《식객 허영만의 백반기행》 게스트(2023년)

## 수상
- 아프리카TV BJ대상 신인상(2020)

## 학력
- 톈진시 남개중학교
- 제주외국어고등학교 중국어과
- 베이징대학 사회학과 학사